# Urgleptes histrionella
Urgleptes histrionella là một loài bọ cánh cứng trong họ Cerambycidae.